# ناشر ما وراء النهر
ناشر ما وراء النهر (الاسم العلمي:Naja oxiana) هي نوع من الزواحف تتبع جنس الناشرات الحقيقية من فصيلة العرابيد.